# Equi-NP-Tilgung
Equi-NP-Tilgung (auch: Equi-NP-Deletion, von lat. aequus 'gleich' und deletio 'Löschung') bezeichnet in der Generativen Transformationsgrammatik eine Transformation, die eine in der Tiefenstruktur postulierte Nominalphrase (NP) in einem eingebetteten Nebensatz (vgl. Hypotaxe) unter Koreferenzbedingungen, d. h. sofern der Referent mit dem des Hauptsatzes identisch ist, tilgt.

## Beispiel
- Postulierte Tiefenstruktur:                [Hans verspricht [Hans kommt]]

- Oberflächenstruktur nach Equi-NP-Tilgung: [Hans verspricht [zu kommen]]

In einem weiteren Sinn wird mit dem Begriff manchmal auch das Phänomen des Gappings gemeint.